# 維寧齊
50°1′44″N 31°36′5″E / 50.02889°N 31.60139°E
維寧齊（烏克蘭語：Вінинці）是位於烏克蘭北部的村莊，由基辅州鲍里斯皮尔区的齊布利市鎮負責管轄。該村面積3.11平方公里，海拔高度98米，2001年人口425，人口密度每平方公里136.7人。